# جاستن تشانينج
جاستن تشانينج (بالإنجليزية: Justin Channing)‏ هو لاعب كرة قدم بريطاني، ولد في 19 نوفمبر 1968 في ريدنغ في المملكة المتحدة. لعب مع كوينز بارك رينجرز ونادي بريستول روفيرز ونادي ليتون أورينت.

## وصلات خارجية
- جاستن تشانينج على موقع قاعدة بيانات كرة القدم.إي يو (الإنجليزية)
- جاستن تشانينج على موقع Soccerbase.com (لاعب) (الإنجليزية)
- جاستن تشانينج على موقع عالم كرة القدم.نت (الإنجليزية)